# Beachhandball-Nationalmannschaft der Frauen der Cookinseln
Die Beachhandball-Nationalmannschaft der Frauen der Cookinseln repräsentiert die Cook Islands Handball Association als Auswahlmannschaft auf internationaler Ebene bei Länderspielen im Beachhandball gegen Mannschaften anderer nationaler Verbände. Den Kader nominiert der Nationaltrainer.
Das männliche Pendant ist die Beachhandball-Nationalmannschaft der Männer der Cookinseln.

## Geschichte
Handball hat in Ozeanien keine große Tradition, abgesehen von den beiden größeren Nationen Australien und Neuseeland wird er vor allem noch in kulturell französisch beeinflussten Regionen wie Neukaledonien gespielt. Der Handball-Verband der Cookinseln etwa wurde erst 1999 gegründet. Somit brauchte Beachhandball in der Region einige Zeit um überhaupt bekannt zu werden, obwohl die Natur des Sports als Strandsport eigentlich prädestiniert für eine Verbreitung auf den vielen Inseln ist. Die Entwicklung des Sports verläuft vergleichsweise schnell, er ist auch Bestandteil der seit Ende der 2010er Jahre jährlich ausgetragenen Cook Island Beach Games. Die erstmals 2013 ins Leben gerufenen Ozeanienmeisterschaften wurden zunächst nur zwischen Australien und Neuseeland ausgetragen. Erst bei der dritten Austragung 2018 kam Amerikanisch-Samoa hinzu, 2019 gaben schließlich die Cookinseln und Kiribati hier ihr internationales Debüt und belegten den vierten Platz bei fünf teilnehmenden Mannschaften. Weitere internationale Turniere fanden seitdem aufgrund der COVID-19-Pandemie nicht statt, beziehungsweise daraus resultierende Reisebeschränkungen verhinderten die Teilnahme der Mannschaft.

## Teilnahmen
| World Games - 2001: nicht eingeladen - 2005: nicht eingeladen - 2009: nicht eingeladen - 2013: nicht qualifiziert - 2017: nicht qualifiziert - 2022: nicht qualifiziert World Beach Games - 2019: nicht qualifiziert - 2023: | Weltmeisterschaften - 2004: keine Teilnahme - 2006: keine Teilnahme - 2008: keine Teilnahme - 2010: keine Teilnahme - 2012: keine Teilnahme - 2014: keine Teilnahme - 2016: keine Teilnahme - 2018: keine Teilnahme - 2020: nicht qualifiziert - 2022: nicht qualifiziert | Ozeanienmeisterschaften - 2013: keine Teilnahme - 2016: keine Teilnahme - 2018: keine Teilnahme - 2019: 4. - 2020: ausgefallen - 2022: keine Teilnahme - 2023: |